# Zaría Abreu Flores
Zaría Abreu Flores (Ciudad de México, 1973) es una escritora, dramaturga y directora escénica mexicana.

## Biografía
Nacida en la Ciudad de México, obtuvo una licenciatura en literatura dramática y teatro por la Facultad de Filosofía y Letras de la Universidad Nacional Autónoma de México (UNAM).
Entre 2007 y 2008 fue becaria del Fondo Nacional para la Cultura y las Artes (FONCA) en dramaturgia. Tuvo mención honorífica en el VI Concurso Nacional de Obras Teatrales, convocado por la Sociedad General de Escritores de México (SOGEM) y la Universidad Nacional Autónoma de México.
Ha publicado diversos libros de poesía y dramaturgia, entre los que se destacan: Teatro de La Gruta IV (2004), Musa de musas : poesía de mujeres desde la ciudad de México (2008) y Región de ruina : poesía : generación literaria Bi-100 : Ciudad de México, 1970-1990 (2008).
En 2004 fue galardonada con el Premio Nacional de Dramaturgia Joven Gerardo Mancebo del Castillo por su obra Carajo, Malena, convirtiéndose en la primer mujer en obtener dicho reconocimiento. Obtuvo el Premio Interamericano de Poesía Navachiste en 2008. Fue ganadora del primer concurso de poesía organizado por la Feria Nacional del Libro de Escritoras Mexicanas (FENALEM) en 2023.

## Publicaciones seleccionadas

### Antologías
- Abreu Flores, Zaría; Andrade Varas, Aída; Castillo Pérez, Alberto; Salcido Rosales, Víctor Abraham (2004). Teatro de La Gruta IV. México, D. F.: Consejo Nacional para la Cultura y las Artes (Fondo Editorial Tierra Adentro; 285) / Dirección General de Publicaciones [CONACULTA]. ISBN 9703506534.
- Abreu Flores, Zaría; Aguilar Temoltzin, Minerva; Aguirre Sánchez, Gabriela; Dosamantes, Isolda; Galván, Guadalupe; González Velázquez, Mónica; Oaxaca, Bárbara; Peart Cuevas, Alejandra; Pereida, Refugio; Santopietro, Judith; Valdepeña, Aída (2008). Musa de musas : poesía de mujeres desde la ciudad de México. México, D. F.: Proyecto Literal (Lavíboradelamar). ISBN 9786079503628.
- Abreu Flores, Zaría; Gonzales, Viviana; Ortiz Coss, Brenda; Oseguera, Ale (2023). Antología 2023 : ganadoras del Primer Concurso de Poesía. Feria Nacional del libro de Escritoras Mexicanas FENALEM. Ciudad de México: Editorial Morgana. ISBN 9786079701970.

### Libros
- Abreu, Zaría (2022). Sólo sabemos aullar. TS Ediciones. ISBN 9789200182112.